# NGC 2364
NGC 2364 је расејано звездано јато у сазвежђу Једнорог које се налази на NGC листи објеката дубоког неба.
Деклинација објекта је - 7° 32' 58" а ректасцензија 7h 20m 46,4s. Привидна величина (магнитуда) објекта NGC 2364 износи 14,9.